# The Haunting in Connecticut
The Haunting in Connecticut är en amerikansk skräckfilm från 2009 med Amanda Crew, Elias Koteas, Kyle Gallner, Martin Donovan, Ty Wood, Virginia Madsen, Sophi Knight, Erik J Berg, John Bluethner, DW Brown med i rollerna.

## Handling
När Sara och Peter Campbells son Matt blir diagnostiserad med cancer flyttar de till Connecticut för att behandla honom. Matt plågas av paranormal aktivitet i det nya huset (eftersom han står mellan liv och död i "Gränslandet") och hans mor kontaktar en präst som ska driva ut andarna. Men senare upptäcker de att deras nya hem är ett före detta bårhus med ett mörkt förflutet. Plötsligt förvärras Matts tillstånd och det utvecklar sig till en kamp om liv och död.